# Törökország a 2011-es úszó-világbajnokságon
Törökország a 2011-es úszó-világbajnokságon 9 sportolóval vett részt.

## Úszás
Férfi
| Versenyző(k)   | Esemény                      | Selejtező | Selejtező | Elődöntő          | Elődöntő          | Döntő             | Döntő             |
| Versenyző(k)   | Esemény                      | Idő       | Helyezés  | Idő               | Helyezés          | Idő               | Helyezés          |
| -------------- | ---------------------------- | --------- | --------- | ----------------- | ----------------- | ----------------- | ----------------- |
| Nezir Karap    | Férfi 800 méteres gyorsúszás | 8:23.37   | 43.       |                   |                   | Nem jutott tovább | Nem jutott tovább |
| Omer Aslanoglu | Férfi 100 méteres mellúszás  | 1:02.71   | 51.       | Nem jutott tovább | Nem jutott tovább | Nem jutott tovább | Nem jutott tovább |

Női
| Versenyző(k)     | Esemény                       | Selejtező | Selejtező | Elődöntő          | Elődöntő          | Döntő             | Döntő             |
| Versenyző(k)     | Esemény                       | Idő       | Helyezés  | Idő               | Helyezés          | Idő               | Helyezés          |
| ---------------- | ----------------------------- | --------- | --------- | ----------------- | ----------------- | ----------------- | ----------------- |
| Burcu Dolunay    | Női 50 méteres gyorsúszás     | 26.01     | 27.       | Nem jutott tovább | Nem jutott tovább | Nem jutott tovább | Nem jutott tovább |
| Yesim Giresunlu  | Női 1500 méteres gyorsúszás   | 17:23.60  | 25.       |                   |                   | Nem jutott tovább | Nem jutott tovább |
| Hazal Sarikaya   | Női 50 méteres hátúszás       | 29.71     | 36.       | Nem jutott tovább | Nem jutott tovább | Nem jutott tovább | Nem jutott tovább |
| Hazal Sarikaya   | Női 100 méteres hátúszás      | 1:03.69   | 39.       | Nem jutott tovább | Nem jutott tovább | Nem jutott tovább | Nem jutott tovább |
| Iris Rosenberger | Női 50 méteres pillangóúszás  | 27.82     | 31.       | Nem jutott tovább | Nem jutott tovább | Nem jutott tovább | Nem jutott tovább |
| Iris Rosenberger | Női 100 méteres pillangóúszás | 1:00.99   | 38.       | Nem jutott tovább | Nem jutott tovább | Nem jutott tovább | Nem jutott tovább |

## Szinkronúszás
Női
| Versenyző(k)           | Esemény               | Selejtező | Selejtező | Döntő             | Döntő             |
| Versenyző(k)           | Esemény               | Pont      | Helyezés  | Pont              | Helyezés          |
| ---------------------- | --------------------- | --------- | --------- | ----------------- | ----------------- |
| Tuğçe Tanış            | Egyéni rövid program  | 73.000    | 27.       | Nem jutott tovább | Nem jutott tovább |
| Melis Öner             | Egyéni szabad program | 73.600    | 22.       | Nem jutott tovább | Nem jutott tovább |
| Melis Öner Tuğçe Tanış | Páros rövid program   | 71.800    | 34.       | Nem jutott tovább | Nem jutott tovább |
| Laçın Akçal Melis Öner | Páros szabad program  | 69.420    | 37.       | Nem jutott tovább | Nem jutott tovább |